# Vangelis Moras
Evangelis Moras (Larissa, 26. kolovoza 1981.) bivši je grčki nogometaš.